# メトロライフサポート

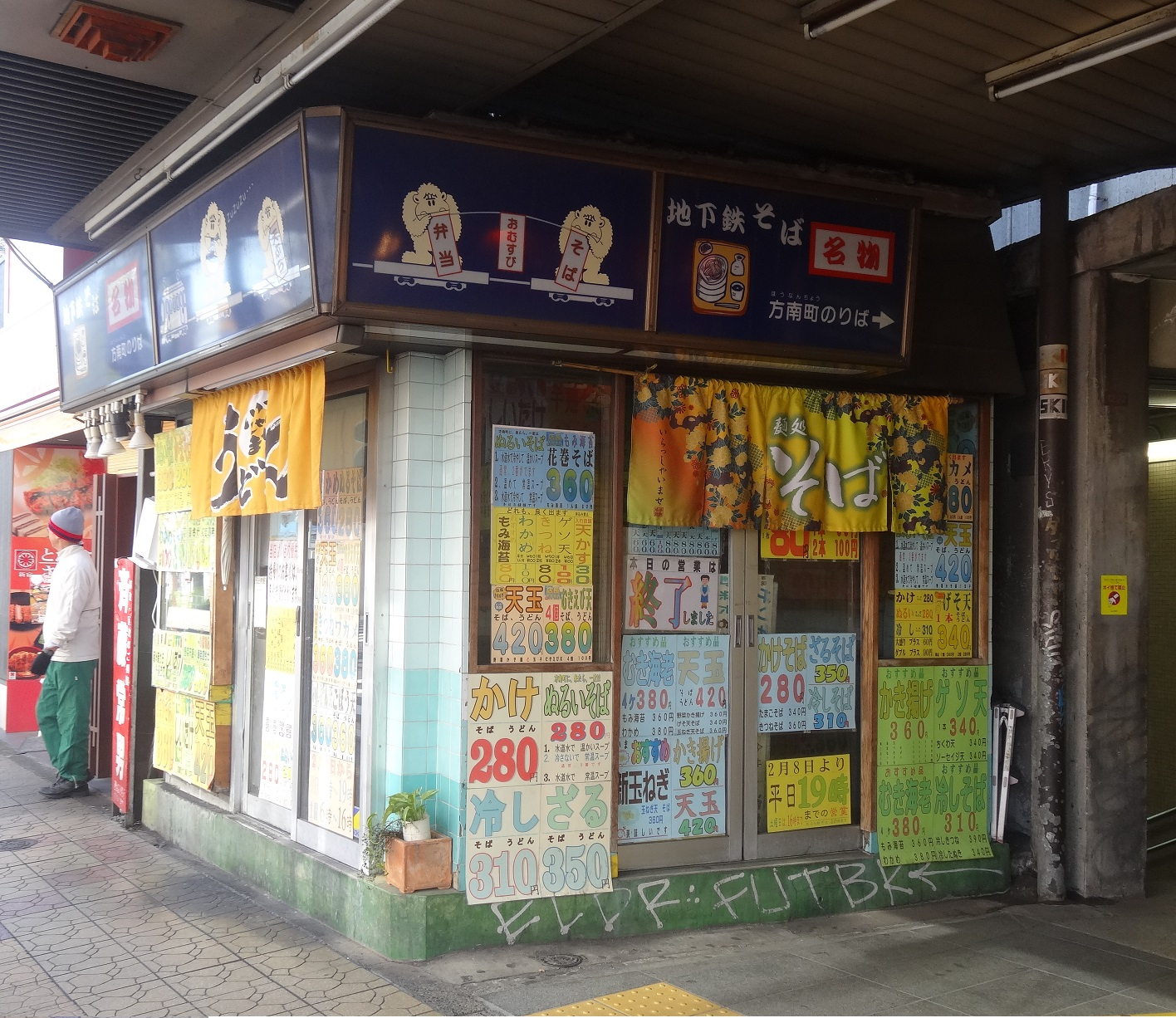
かつて運営していた「ちかてつそば」の店舗（方南町駅）

株式会社メトロライフサポートは、東京地下鉄株式会社（東京メトロ）の完全子会社であり、同社の社員用施設の運営を行う企業。2016年4月1日、株式会社メトロフードサービスより商号変更した。
創業以来行ってきた外食事業をメトロプロパティーズに移管し、東京メトロの社員食堂の運営、社員用施設の管理運営、社員用自動販売機の設置・管理を行っている。

## 概要
1968年（昭和43年）9月3日、帝都高速度交通営団（営団地下鉄）時代に株式会社メトロ給食センターとして会社設立。 同年10月から、営団地下鉄の職員用施設の給食事業など、施設の管理運営の受託を開始した
1969年（昭和44年）、門前仲町駅に駅そば店「ちかてつそば 門前仲町店」を開店（2012年7月31日閉店）。その後、店舗網を拡げていった。
1988年（昭和63年）9月3日、株式会社メトロフードサービス（英文社名：Metro Food Service Co., Ltd）に商号変更。駅そば以外にもおにぎり屋、カフェ、居酒屋、パン屋、カレー屋と、幅広い業態で展開するようになった。
2015年（平成27年）4月、外食事業をメトロプロパティーズへ移管する。
2016年（平成28年）4月1日、株式会社メトロライフサポートに商号変更。
本社はかつて、東京都千代田区岩本町二丁目8番8号（栄泉岩本町ビル5階）に置いていたが、東京都台東区へ移転した。
2021年（令和3年）、代表取締役社長に東京メトロの常務取締役であった髙取芳伸が就任。